# Artyom Szergejevics Dzjuba
Artyom Szergejevics Dzjuba (Oroszul: Артём Сергеевич Дзюба) (Moszkva, 1988. augusztus 22. –) orosz válogatott labdarúgó, aki jelenleg a Zenyit játékosa.

## Sikerei, díjai

### Klub
- FK Rosztov
  - Orosz kupa: 2013–14
- Zenyit
  - Orosz bajnok: 2018–19, 2019–20
  - Orosz kupa: 2015–16, 2019–20
  - Orosz szuperkupa: 2015, 2016, 2020

### Egyéni
- Orosz bajnokság gólkirálya: 2019–20 (megosztva Szardar Azmunnal)